# Shimada (Shizuoka)
Pour les articles homonymes, voir Shimada.
Shimada (島田市, Shimada-shi) est une ville située dans la préfecture de Shizuoka, au Japon.

## Géographie

### Situation
La ville de Shimada est située dans le centre de la préfecture de Shizuoka sur l'île de Honshū, au Japon.

### Démographie
En septembre 2019, la population de la ville de Shimada était de 98 389 habitants répartis sur une superficie de 315,70 km2.

### Hydrographie
Shimada est traversée par le fleuve Ōi.

## Histoire
La ville de Shimada a été fondée le 1er janvier 1948. Le 5 mai 2005, le bourg de Kanaya (district de Haibara) a été intégré à Shimada. 

## Transports
Shimada est desservie par la ligne principale Tōkaidō et la ligne principale Ōigawa qui se rencontrent à la gare de Kanaya. La gare de Shimada est la plus fréquentée.
L'aéroport de Shizuoka se trouve en partie sur le territoire de la ville.

## Jumelage
Shimada est jumelée avec :
- Himi (Japon) ;
- Chine (États-Unis) ;
- Brienz (Suisse) ;
- Richmond (États-Unis).

## Personnalités liées à la municipalité
- Kutagawa Tamiji (1894-1985), peintre japonais
- Kayoko Kishimoto (née en 1960), actrice